# Graaf Floris V van Muiden
Graaf Floris V van Muiden is een monumentaal pand aan de Herengracht 72 in de Noord-Hollandse plaats Muiden.

## Beschrijving

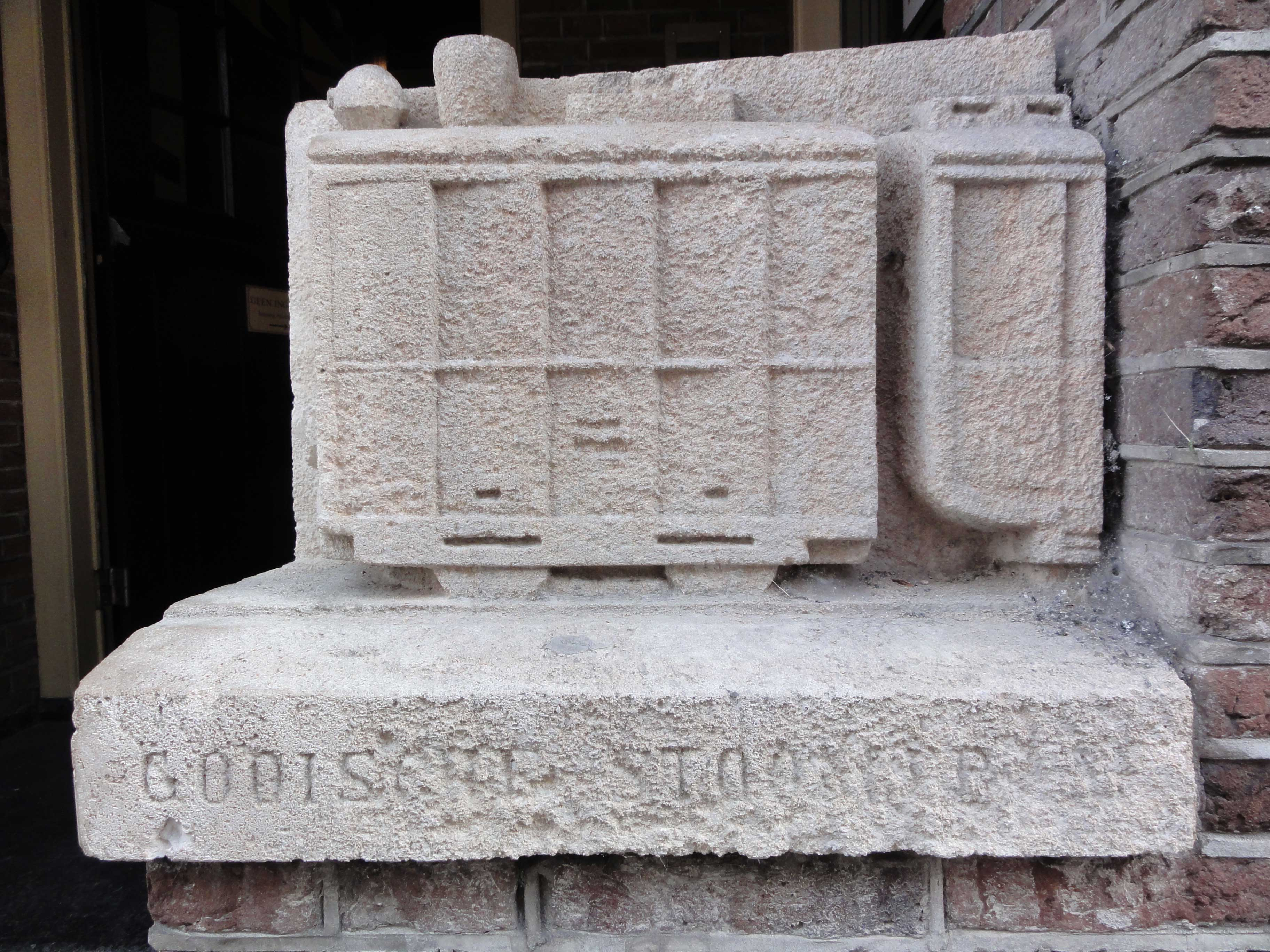
De Gooische stoomtram door Jocke Overwater bij de zijentree van Graaf Floris V van Muiden

Het hoekpand bij de sluis aan de Vecht in Muiden heeft altijd een horecafunctie gehad. Op deze plek zou in 1624 de bouw van de zeesluis van Muiden zijn besproken in een gecombineerde vergadering van de vroedschap van Muiden en de Staten van Holland en West-Friesland. Het pand heeft meerdere namen gekend, zoals "De hertog van Gelre", de "Hof van Holland" en "Graaf Floris V van Muiden". Het huidige pand dateert uit de 18e eeuw. Rond 1875 werd het achterste gedeelte van het pand aan de Naarderstraat door de toenmalige kastelein ingericht als stalling voor paarden en rijtuigen. Van daaruit werd een verbinding met een (post)diligence onderhouden naar het station van Weesp aan de spoorlijn van Amsterdam naar Amersfoort. Het pand fungeerde tot 1934 als halte voor de Gooische Stoomtram, alias de Gooische Moordenaar. Als herinnering aan deze halte is aan de zijgevel van "Graaf Floris V van Holland" een zandstenen beeld van de beeldhouwster Jocke Overwater aangebracht.
Op zondag 12 juni 1994 werd een groot deel van het pand door brand verwoest. In 1995 kon het gebouw weer als restaurant in gebruik worden genomen.
Het hoekpand met de getande kroonlijst, "Graaf Floris V van Muiden", is erkend als rijksmonument.